# 胡米利亚
胡米利亚（西班牙語：Jumilla），是西班牙穆尔西亚自治区的一个市镇。总面积969平方公里，总人口22113人（2001年），人口密度23人/平方公里。